# Perbrinckia enodis
Perbrinckia enodis is een krabbensoort uit de familie van de Gecarcinucidae. De wetenschappelijke naam van de soort is voor het eerst geldig gepubliceerd in 1880 door Kingsley.